# 妖怪ウォッチの玩具
妖怪ウォッチの玩具（ようかいウォッチのがんぐ）は、レベルファイブが主となるクロスメディアプロジェクト『妖怪ウォッチ』シリーズにおける関連玩具。
日本国内では2014年よりバンダイから発売されており、北米ではハズブロ社から発売されていた（2016-2018年）。本項ではバンダイから発売されている主要商品である『DX妖怪ウォッチ』『妖怪メダル』『妖怪アーク』『妖怪Yメダル』関連玩具（景品・非売品は原則除く）について記述し、特記ない場合、出典はバンダイ公式サイト内『妖怪ウォッチおもちゃウェブ』より。

## DX妖怪ウォッチシリーズ

DX妖怪ウォッチ零式

『無印（3）』までと『♪』以降の各シリーズ本体は、妖怪メダルを盤面部分にセットすると本体に搭載のスイッチがメダル裏面の凹凸部分を読み取り、召喚ソングや妖怪の登場ボイスなどの音声が流れる。それぞれ、対応している妖怪メダルや召喚ソングなどの音声が異なる。『DX妖怪ウォッチドリーム』より従来のスイッチに加えドリームメダルや妖気チャージ等に対応するNFCリーダー・ライターを搭載。『DX妖怪ウォッチエルダ』は妖怪アークのみ、『DX YSPウォッチ』は妖怪Yメダルのみ対応となる。
『DX妖怪ウォッチU プロトタイプ』以降は本体のデータ更新によって新たに発売される妖怪メダル、妖怪アーク、妖怪Yメダルに対応した召喚ボイス等が追加されるほか、特殊音声も追加される。
なお、本項目では編集の都合上妖怪ウォッチの「世代」を初登場となったゲームのナンバリングの数字またはアニメの名称からとって定義している。

### 無印（1,2）
DX妖怪ウォッチ
2014年1月11日発売。ゲーム『妖怪ウォッチ』およびアニメ『妖怪ウォッチ』に登場するウォッチを再現。白を基調としたデザイン。
銀フレーム、レジェンドメダル、必殺技メダル、大吉メダルの妖怪メダルに対応。リューズ型のサーチボタンを押すと妖怪レンズの蓋が開き、再びボタンを押すとサーチライトが点灯する。サーチライトは赤外線であるため、特殊なインクで隠されたイラストを照らすことができる。
メダルを逆向きにセットすると、認MENのボイス「そうじゃナイよ!」が流れる。
基本的には銀フレームのメダル、くじガシャポンや食玩などで手に入る一部の特殊カラーメダル以外は認識しない。
DX妖怪ウォッチ&妖怪大辞典 第1巻 スペシャルセット
2014年1月11日発売。『DX妖怪ウォッチ』と『妖怪大辞典 第1巻』のセット。
DX妖怪ウォッチ零式
2014年8月2日発売。ゲーム『妖怪ウォッチ2』および『映画 妖怪ウォッチ 誕生の秘密だニャン!』・アニメ27話以降より登場するウォッチを再現。青と赤を基調としたデザインに金色のベゼルが特徴。
Zメダル、古典メダル、レジェンドメダル零、必殺技メダル零、大吉メダル零の「零」マークがある妖怪メダルに対応。
ベゼルを0にして妖怪メダルをセットし、1に回すと召喚ソングが流れ、2に回すと登場ボイスが流れる。右下にある赤色のレバーを倒すとサーチライトが点灯する。
非対応の妖怪メダルをセットすると、チャイムと共に専用ボイス「このメダルは対応しておらず、使用できません」が流れる（大吉メダルなど一部除く）。
2014年日本おもちゃ大賞前年度ヒット・セールス賞受賞。
DX妖怪ウォッチ フミちゃんVer.
2015年4月25日発売。ゲーム『妖怪ウォッチ1』『2』（女の子主人公選択の場合）およびアニメ67話に登場するウォッチを再現。白とピンクを基調としたデザインで、付属のストラップで首にかける懐中時計型のデザイン。
機能は前述の『DX妖怪ウォッチ』と同様だが、付属する妖怪メダルが異なる。ボタンを押すことで妖怪レンズが開き、再びボタンを押すとサーチライトが点灯する。

### 無印（3）
DX妖怪ウォッチU プロトタイプ
2015年8月1日発売。ゲーム『妖怪ウォッチ3』およびアニメ77話以降より登場するウォッチを再現。水色と青を基調としたデザイン。
前述3種の『DX妖怪ウォッチ』シリーズ対応の妖怪メダルに加え、Bメダル、うたメダル、メリケンメダル、Uメダル、エンマメダル、偉人レジェンドメダル、武将メダル、必殺技Uメダル、鬼吉メダル、うた吉メダル、メリケン必殺技メダル、メリケンレジェンドメダル、福吉メダル、ミステリーレジェンドメダルの妖怪メダルに対応（赤いUマークのUメダル、一部のメリケンメダルは除く）。
使用電池はこれまでのLR44ボタン電池から単4電池一本に変更。ベルト部分と本体部分（コアパーツ）を取り外すことで、本体を後述する別売の進化キット（プラスチック製のベルトパーツとコアパーツに被せるシリコン製の外装カバーがセットになったもの）に装着できる。
召喚する妖怪の種族によって異なる色のLEDが光る。うたメダル、うた吉メダルをセットするとその妖怪による「うた（歌）」を聞く事ができる。
更新用データが保存されたSDカードをスロットに挿入しデータ更新すると、新しい妖怪や召喚ソング、そのバージョン限定のとりつきボイスが追加される。バージョンアップを行わない場合でもDX妖怪ウォッチ、妖怪ウォッチ零式で登場したすべてのメダルを個別認識し、台詞もすべて収録されている。
DX妖怪ウォッチU 進化キット VERSION U1
2015年12月12日発売。ケータが使用する妖怪ウォッチU1を再現したパーツキット。
DX妖怪ウォッチU 進化キット VERSION U2
2015年12月12日発売。イナホが使用する妖怪ウォッチU2を再現したパーツキット。
DX妖怪ウォッチU1 コンプリートセット
2015年12月12日発売。『DX妖怪ウォッチU プロトタイプ』と『DX妖怪ウォッチU 進化キット VERSION U1』『更新用オフィシャルSDカード（Ver.3更新用データ内蔵）』のセット。
DX妖怪ウォッチU 進化キット VERSION E
2015年12月26日発売。『映画 妖怪ウォッチ エンマ大王と5つの物語だニャン!』でエンマ大王召喚時に使用した妖怪ウォッチを再現したパーツキット。
DX妖怪ウォッチドリーム
2016年7月30日発売。ゲーム『妖怪ウォッチ3』およびアニメ130話以降より登場するウォッチを再現。赤と白、金を基調としたデザイン。
これまでのシリーズ本体対応の妖怪メダルに加えドリームメダル、黒い妖怪メダル、トレジャーメダル、秘宝妖怪メダルに対応。電池は単3電池を使用。
ベゼル部分に8個の赤色LEDを搭載し、妖怪メダルをセットするとルーレット状にLEDが発光し、「○○ルーレット」と共に各種族の召喚ソングが流れる。またサーチボタンを押すとこのLEDがサーチライトの役割も果たし点滅する。
メダルを逆向きにセットすると、専用ボイス「逆だよ〜!」が流れる。
本体にNFCリーダー・ライターを内蔵し、ドリームメダルをセットしサーチボタンを長押しするとルーレットがスタートし「アタリ」で止まるとドリームメダルに「しゃくねつ」の妖気（稀に「極・しゃくねつ」の妖気）をチャージでき、「ハズレ」だとチャージされていた妖気が消滅する。それ以外の妖気については玩具連動で入手できるものと、くじガシャポンなどで稀にしか手に入らないものが存在した。
NFCを使用した新機能『ドリームリンク』を搭載し、コアユニットを取り外しYCチップが内蔵された別売の「ドリームリンク」対応の連動玩具を使った連動機能や「妖怪ミステリーファイル」付属のYCチップ内蔵用紙『ドリームリンクシート』をサーチモード状態でかざし、ミステリーファイルに記された特定の5枚のメダルをセットするとルーレットのアタリ確率を上げるパワーアップも可能。
このモデル以降、データ更新使用媒体はmicroSDカードに変更。バージョンアップなしでも妖怪ウォッチUの最新バージョンで認識するすべてのメダルに互換性がある。
DX妖怪ウォッチドリームパワーアップキット ゴールデントレジャー
2017年3月25日発売。『妖怪ウォッチ3』に登場する『妖怪ウォッチゴールデントレジャー』を再現したパーツキット。DX妖怪ウォッチドリームのコアユニットを取り外し、金を基調としたドリームリンク用のYCチップが内蔵されたベルトパーツとコアユニット用のシリコンカバーを装着する。妖怪メダルセット時に「Tハンティングモード」に変わり音声が変化し、チャージモードで「アタリ」が出ると「おうごん」の妖気（稀に「極・おうごん」の妖気）がチャージできる。
DX妖怪ウォッチドリームパワーアップキット クリスタルトレジャー
2017年8月26日発売。『妖怪ウォッチクリスタルトレジャー』を再現したパーツキット。DX妖怪ウォッチドリームのコアユニットを取り外し、白を基調としたドリームリンク用のYCチップが内蔵されたベルトパーツとコアユニット用のシリコンカバーを装着する。妖怪メダルセット時に「秘宝妖怪召喚モード」に変わり音が変化すると共に、チャージモードで「アタリ」が出ると「ひほう」の妖気（稀に「極・ひほう」の妖気）がチャージできる。
DX黒い妖怪ウォッチ
2017年2月18日発売。マット調の黒を基調としたデザイン。
アニメ版のショートシリーズ『黒い妖怪ウォッチ 〜導かれしクズたち〜』に登場する「黒い妖怪ウォッチ」を再現。これまでのシリーズ本体と黒い妖怪メダルに対応しているが、ドリームメダルをセットすると専用ボイス「ドリームルーレットは回りません」が流れる。電池は単4を使用。妖怪ウォッチUで認識できるすべてのメダルと互換性がある。
メダルセット時の召喚ソングは専用の「黒い妖怪召喚ソング」になり、サーチボタンを押すとウォッチが喋る「トークモード」、サーチボタン長押しで「妖怪にしてしまうモード」を搭載。

### シャドウサイド（!）（4）
これ以降は妖怪ポッドまで販売されたすべてのメダルとの互換性が打ち切られる（妖怪学園シリーズやそれ以降とも互換性がない玩具となる）。
DX妖怪ウォッチオーガ
2017年12月9日発売（2019年5月25日再販）。アニメ『妖怪ウォッチ シャドウサイド』およびゲーム『妖怪ウォッチ4』に登場する「妖怪ウォッチオーガ」を再現。
ベゼルを回して幻魔を選択しボタンを押すと召喚ボタンが飛び出し、召喚ボタンを押し込み幻魔の召喚時の音声が流れるアクションと、付属の「DXフドウ雷鳴剣 妖聖剣」及び別売りの「妖聖剣シリーズ」を挿して引き抜き、召喚ボタンを押すと剣舞魔神の召喚時の音声が流れるギミックもある。妖怪メダル・妖怪アークには対応しないが、後述の「DXフドウ雷鳴剣」と連動。
DX妖怪ウォッチエルダ
2018年7月14日発売。アニメ『妖怪ウォッチ シャドウサイド』シリーズおよびゲーム『妖怪ウォッチ4』に登場する「妖怪ウォッチエルダ」を再現。
白を基調としたデザインで、金色のベゼルが特徴。妖怪アークを挿して回すと蓋が開いて発光・音声が鳴り、上にアークをかざすことで右回転でライトサイド、左回転でシャドウサイドとそれぞれの妖怪召喚音が鳴る。かざしたアークのレア度によって召喚音が変化する。更新データは専用サイトでのみ配信され、市販のmicroSDカードにダウンロードする必要がある。エルダ本体にかざした妖怪アークには「ともだちフラグ」と呼ばれるデータが記録され、ゲーム『4』への連動時にボーナスアイテムがもらえるようになる。
DX妖怪ウォッチエルダ零（ゼロ）&神（ジン） パワーアップキット / コンプリートセット
2018年12月8日発売。『映画 妖怪ウォッチ FOREVER FRIENDS』に登場する『妖怪ウォッチエルダ零』『妖怪ウォッチエルダ神』を再現したパーツキット。DX妖怪ウォッチエルダに2種類の蓋パーツいずれかを換装することによってエルダ零とエルダ神に変化する。エルダ神は、サーチボタンを短押しすることで神モードに変化し、ゴッドサイド妖怪の召喚音が鳴る。神モードを使用するにはDX妖怪ウォッチエルダのバージョンをver.2に更新する必要がある。コンプリートセットはDX妖怪ウォッチエルダ本体（Ver.2更新済み）とパワーアップキットをセットにしたもの。
DX妖怪ウォッチエルダ ver.K
2019年3月30日発売。アニメ『妖怪ウォッチ!』に登場するものを再現。DX妖怪ウォッチエルダを予めVer.3に更新したモデルで『妖怪アークK』に対応した妖怪召喚音・モードとなっている（アーク右回転は通常召喚、左回転はワンチャンサイド）。
DX妖怪ウォッチアニマス
プレミアムバンダイ限定発売（予約受付：2019年9月13日-11月11日）。アニメ『妖怪ウォッチ シャドウサイド』およびゲーム『妖怪ウォッチ4』に登場する「妖怪ウォッチアニマス」を再現。使用電池はLR44ボタン電池2個。付属の幻獣ディスクのみ対応し、装着してボタンを押すことでディスクが高速回転し、召喚音に加えランダムで有星アキノリと朱雀のセリフが発動する。幻獣ディスク5枚（朱雀・麒麟・玄武・白虎・蒼龍）はゲーム『妖怪ウォッチ4』以降と連動し、一日一回ゲームで使えるアイテムを入手できる。

### 妖怪学園Y
DX YSPウォッチ / ヒーロー変身セット / 妖怪ヒーローブルームーンセット
2019年12月7日発売。『妖怪学園Y』シリーズより登場するYSPウォッチを再現。妖怪Yメダルに対応。Yメダルの挿入及びベゼル回転でそれぞれのYメダルやモードに合わせた音声が鳴り、右上のボタンを押すと上部からYメダルが排出される。DX妖怪ウォッチエルダ同様に、YSPウォッチ本体に使用したYメダルは、ゲーム『4』や『ワイワイ学園生活』へ連動時にボーナスアイテムがもらえるようになる。『ドリーム』や『エルダ』と同様、市販のmicroSDカードによるデータ更新に対応し、専用サイトで配信される。ベゼルは取り外して後述する別売のカスタムベゼルと換装でき、付属のモードチェンジメダルを挿入するとカスタムベゼルに対応した音声に変化し電源を切った場合でも音声が依存される。モードチェンジメダルを再度挿入すると音声が従来のYSPウォッチに戻る。
ヒーロー変身セットは2019年12月7日発売。DX YSPウォッチ本体と妖怪Yメダル6枚のセット。
妖怪ヒーローブルームーンセットは2020年6月13日発売。付属のメダル構成をヒーロー変身セットから変更したもの。
DX YSPウォッチ零カスタムベゼル
2020年1月11日発売。『YSPウォッチ零』を再現したカスタムベゼル。DX YSPウォッチのベゼルを換装させ、付属のモードチェンジメダルを挿入することで、YSPウォッチ零の音声に変化する。
DX YSPウォッチバイパーコネクター カスタムベゼル
2020年6月13日発売。『バイパーコネクター』を再現したカスタムベゼル。DX YSPウォッチのベゼルを換装させ、付属のモードチェンジメダルを挿入することで、バイパーコネクターの音声に変化する。なお使用にはDX YSPウォッチ本体の更新データをVer.1年2組に更新する必要がある。
DX URウォッチカスタムベゼル / アースウォーカー変身セット
2020年9月19日発売。『URウォッチ』を再現したカスタムベゼル。DX YSPウォッチのベゼルを換装させ、付属のモードチェンジメダルを挿入することで、URウォッチの音声に変化する。ベゼルにはスプリング動作により盤面が変形するスイッチがあり、変身メダルで変身モードを発動し、変形スイッチを押すと変身音が鳴り、Yメダル挿入時等にベゼル中央のLEDが発光する。なお使用にはDX YSPウォッチ本体の更新データをVer.1年3組に更新する必要がある。
アースウォーカー変身セットは2020年9月19日発売。DX YSPウォッチ本体（Ver.1年3組に更新済み）とURウォッチカスタムベゼル、妖怪Yメダル5枚のセット。
DX魔神ウォッチカスタムベゼル / ヒーロー変身セット
2020年12月26日発売。アニメ『妖怪学園Y』高等部編より登場する『魔神ウォッチ』を再現したカスタムベゼル。DX YSPウォッチのベゼルを換装させ、付属のモードチェンジメダルを挿入することで、魔神ウォッチの音声に変化する。魔神ヒーロー変身メダルやイニシエ妖怪ヒーロー変身メダルをベゼルの上に装着しベゼルを回転して変身、更にその状態で2枚目のメダルを本体に挿入することでコマンド発動音が鳴る。なお使用にはDX YSPウォッチ本体の更新データをVer.1年4組に更新する必要がある。
ヒーロー変身セットはDX YSPウォッチ本体（Ver.1年4組に更新済み）と魔神ウォッチカスタムベゼル、魔神ヒーロー変身メダルを含んだ妖怪Yメダル5枚のセット。
DX Aウォッチ
2020年4月25日発売。『妖怪学園Y』のA（エイリアン）ウォッチを再現。妖怪Yメダルに対応。対応電池はLR44ボタン電池3個。Yメダル装填後カバーを閉じ、特定の変身メダルなどのピンが付いているYメダルの場合はトラックボールを回転させることでそれぞれのモードに合わせた音声が鳴る。メダルを装填しない状態でも、前後回転でそれぞれ違った音が鳴る。

### ♪
DX妖怪ウォッチ ♪ver./DX妖怪ウォッチ ♪SPECIAL（プレミアムバンダイ限定）
アニメ『妖怪ウォッチ♪』に登場する妖怪ウォッチを再現。外見は初代の『DX妖怪ウォッチ』の復刻で、オリジナル同様スイッチを認識するモデルとなる。新規対応の妖怪メダルを挿入すると召喚音とケータの25種類いずれかのセリフが発動し、それ以外の妖怪メダルを挿入すると共通音声が発動する。
先行してプレミアムバンダイ限定（予約受付：2021年4月26日-5月31日）で『DX妖怪ウォッチ ♪SPECIAL』を発売。10枚の新規デザインによる妖怪メダルおよびジバニャン・コマさんがデザインされた特別仕様のメデタイメダルが付属した。2021年9月25日に『DX妖怪ウォッチ ♪ver.』を一般販売。対応メダル2枚（ジバニャン、ヒキコウモリ）付属。
DX妖怪ウォッチ 零式タイプS
2022年10月22日発売。アニメ『妖怪ウォッチ♪』に登場する妖怪ウォッチ零式を再現。外見は『DX妖怪ウォッチ 零式』にバージョンアップを加え復刻。新規対応の妖怪メダルを挿入すると「令和リミックスバージョン」の召喚音とウィスパーの20種類以上のセリフがランダムで発動し、それ以外の妖怪メダルを挿入すると共通音声が発動する。また「妖怪ゲームメダル」を挿入すると、各メダルによってじゃんけん、早口言葉、あっちむいてホイなどのミニゲームが遊べる。対応メダル5枚（コマさんじゃんけん、ジバニャン、ツチノコ、麒麟、ブリー隊長）付属。
DX妖怪ウォッチ 10th Anniversary edition
プレミアムバンダイ限定発売（予約受付：2023年1月13日-2月13日）。ゲーム発売10周年記念として、初代妖怪ウォッチをカラー液晶ディスプレイの盤面で再現。
専用の妖怪メダル（非接触型・裏面はゲーム・アニメ設定同様の種族マーク）挿入により、レベルファイブ公式モデルデータ使用のアニメーションによる妖怪召喚や、玩具初となる40種類以上の妖怪サーチ演出を搭載。「なりきりモード」ではケータのキャラクターボイスを再生、「ウォッチモード」ではデジタル時計表示やゲーム同様の昼夜表示・鬼時間の演出も発生する。リチウムイオン電池を内蔵し、USB充電式となる。
妖怪メダル8枚、専用台座、充電ケーブル、妖怪大辞典型メダル収納ファイル（赤色）付属。

## 妖怪メダル（玩具）
ブラインドパックおよびガシャポン・食玩他で発売のコレクションメダル。2014年日本おもちゃ大賞コミュニケーション・トイ部門優秀賞受賞。
妖怪メダルは各ゲームや玩具等と連動しており、『DX妖怪ウォッチ』シリーズにセットして遊ぶほか、メダル裏面のQRコードをニンテンドー3DS本体・スマートフォン・店舗什器などのカメラ機能で読み取ることで、ゲームプレイやアイテム・妖怪の入手、専門WEBサイト『妖怪メダランド』へのポイント登録等様々なことができる。これにより、各メディアを通した『妖怪ウォッチ』シリーズ全体をつなぐトークン的な役割を果たしている。
色・デザインはシリーズごとに異なり、対応する玩具・ゲームも異なる。各「レジェンドメダル」や通常と絵柄の異なるシークレット（はぐれ）、関連商品の特典や景品・懸賞限定などの希少なメダルもあり、コレクション性を高めている。
ドリームメダル・トレジャーメダル・秘宝妖怪メダルは従来のQRコードに加えNFCチップ（妖怪YCチップ）を内蔵し、3DSソフト『妖怪ウォッチ3』『妖怪ウォッチバスターズ2』や玩具・店舗什器などにおいて様々な効果が起きる妖気データの読み書きが可能となった。妖気はメダル1枚につき1つのみ記録でき、1度使用した妖気はなくなる。
『妖怪メダランド』は2023年8月31日をもってポイント登録受付を終了、同年12月1日をもってサービス終了した。
パック一覧
| 名称                                     | 発売日         | 内訳                                            |
| ---------------------------------------- | -------------- | ----------------------------------------------- |
| 第1章 〜ようこそ妖怪ワールドへ〜         | 2014年1月11日  | キー8種、ノーマル20種、キャンペーン2種          |
| 第2章 〜日常に潜むレア妖怪!?〜           | 2014年3月22日  | キー6種、ホロ8種、ノーマル16種                  |
| 第3章 〜進化妖怪のヒ・ミ・ツ〜           | 2014年6月7日   | ホロ8種、ノーマル21種、シークレット1種          |
| 第4章 〜ブルブル!トラブル妖怪大集合!〜   | 2014年7月12日  | ホロ8種、ノーマル22種                           |
| 第1章復刻版 〜ヨウコソ!妖怪わーるどへ!〜 | 2014年11月22日 | キー8種、ホロ3種、ノーマル17種、キャンペーン2種 |
| 第5章 〜妖魔界のツワモノたち〜           | 2015年4月11日  | ホロ8種、ノーマル22種                           |
| 第2章復刻版 〜日常に潜むレア妖怪!?〜     | 2015年5月23日  | ホロ8種、ノーマル12種、スペシャルホロ2種        |
| 名称                                    | 発売日        | 内訳                                   |
| --------------------------------------- | ------------- | -------------------------------------- |
| Z-1st 〜登場!Zメダルでアリマス〜        | 2014年7月12日 | ホロ5種、ノーマル12種、キャンペーン2種 |
| 〜登場!古典メダルでアリマス〜           | 2014年7月12日 | ホロ5種、ノーマル13種、キャンペーン2種 |
| Z-2nd 〜イマドキ妖怪パラダイス!〜       | 2014年9月13日 | ホロ6種、ノーマル13種、キャンペーン1種 |
| 古典ノ弐 〜おいでませ!Sランク妖怪さま〜 | 2014年9月13日 | ホロ6種、ノーマル12種、キャンペーン1種 |
| 真打 〜怪魔かいま!ホンマかいま!?〜      | 2015年1月17日 | ホロ6種、ノーマル12種、キャンペーン1種 |
| 名称                                | 発売日         | 内訳                                   |
| ----------------------------------- | -------------- | -------------------------------------- |
| 第一幕 〜鬼退治どんぶらこ編〜       | 2015年7月11日  | ホロ8種、ノーマル12種                  |
| 第二幕 〜鬼討伐きびだんご編〜       | 2015年8月1日   | ホロ8種、ノーマル12種                  |
| 第三幕 〜鬼が島めでたし編〜         | 2015年9月12日  | ホロ8種、ノーマル12種                  |
| 第四幕 〜月が出た出たヨイヨイ編〜   | 2015年12月12日 | ホロ7種、ノーマル12種、キャンペーン1種 |
| 第五幕 〜地獄の沙汰もエンマ次第編〜 | 2016年2月20日  | ホロ7種、ノーマル12種、キャンペーン1種 |
| 名称                                             | 発売日         | 内訳                                                  |
| ------------------------------------------------ | -------------- | ----------------------------------------------------- |
| stage1 〜更新!うたメダルヒットパレード!〜        | 2015年10月17日 | ホロ4種（内うた3種）、ノーマル13種                    |
| stage2 〜銀幕デビュー!5つのうたの物語だニャン!〜 | 2015年12月12日 | ホロ9種（内うた5種）、ノーマル11種                    |
| stage3 〜新章発見!ジャポンの国からコンニチワ!〜  | 2016年2月20日  | ホロ7種（内うた3種・偉人レジェンド1種）、ノーマル13種 |
| stage4 〜Hello! This is a メリケン妖怪!〜        | 2016年4月23日  | ホロ7種（内うた3種）、ノーマル13種                    |
| 名称                        | 発売日       | 内訳                                         |
| --------------------------- | ------------ | -------------------------------------------- |
| 〜統一!さくらニュータウン〜 | 2016年4月9日 | ホロ8種（内武将レジェンド1種）、ノーマル12種 |
| 名称                                                 | 発売日                            | 内訳                                               |
| ---------------------------------------------------- | --------------------------------- | -------------------------------------------------- |
| 01 〜天国地獄!まわせドリームルーレット!〜            | 2016年7月16日                     | ホロ9種、ノーマル11種                              |
| 02 〜地獄でホトケ!?つかめドリームチャンス!〜         | 2016年9月17日                     | ホロ9種、ノーマル11種                              |
| 03 〜空飛ぶクジラとダブル世界の大ドリームだニャン!〜 | 2016年12月17日                    | ホロ9種、ノーマル11種                              |
| 04 〜妖気解放!ダンジョンでイリュージョン!〜          | 2017年1月14日                     | ホロ9種、ノーマル11種                              |
| ドリーム感謝祭                                       | 2017年2月13日（ヨロズマート限定） | ホロ10種（内レジェンド1種）                        |
| 05 〜神妖怪!ぬらり神降臨キターー!!〜                 | 2017年3月25日                     | ホロ10種、ノーマル10種                             |
| 06 〜神・時代到来!つかめ時空神エンマの秘宝!〜        | 2017年6月24日                     | 秘宝1種、ホロ10種（内レジェンド2種）、ノーマル10種 |
| 名称                                                | 発売日         | 内訳                                         |
| --------------------------------------------------- | -------------- | -------------------------------------------- |
| CASE01 〜よく似たアイツはメリケン育ち!?〜           | 2016年7月30日  | ホロ8種、ノーマル12種                        |
| CASE02 〜俺たちメリケンムキムキマッチョメン!!〜     | 2016年10月22日 | ホロ8種（内偉人レジェンド1種）、ノーマル12種 |
| CASE03 〜激突!イケメンヒーロー頂上決戦!〜           | 2016年12月10日 | ホロ8種（内レジェンド1種）、ノーマル12種     |
| CASE04 〜お宝いただき玉手箱!いでよレジェンド妖怪!〜 | 2017年2月4日   | ホロ8種（内レジェンド1種）、ノーマル12種     |
| CASE05 〜ダンジョンの奇跡!Wレジェンド妖怪出現!〜    | 2017年4月15日  | ホロ8種（内レジェンド2種）、ノーマル12種     |
| 名称                                  | 発売日        | 内訳                                     |
| ------------------------------------- | ------------- | ---------------------------------------- |
| 〜次々に人間を妖怪に変える計画 序章〜 | 2017年2月18日 | ホロ8種（内レジェンド1種）、ノーマル12種 |
| 名称                                          | 発売日                                                                  | 内訳 |
| --------------------------------------------- | ----------------------------------------------------------------------- | --- |
| 01 〜よみがえる不死鳥と伝説の女神〜           | 2017年7月15日                                                           | 秘宝2種、ゴールドランク4種、シルバーランク4種、ブロンズランク10種、シークレット1種                                     |
| ヨロズフェスティバル                          | 2017年7月25日（ヨロズマート限定）                                       | レジェンド2種、ゴールドランク2種、シルバーランク4種、ブロンズランク2種、シークレット2種                                |
| 02 〜伝説の巨人妖怪と黄金竜〜                 | 2017年8月11日                                                           | 秘宝2種、レジェンド1種、ゴールドランク4種、シルバーランク6種、ブロンズランク7種、シークレット1種                       |
| 03 〜美しき王と機械仕掛けの妖怪〜             | 2017年10月21日                                                          | 秘宝2種、レジェンド1種、ゴールドランク4種、シルバーランク4種、ブロンズランク9種、シークレット2種                       |
| 04 〜巨石文明の二つの奇跡〜                   | 2017年11月25日                                                          | 秘宝3種、レジェンド1種、ゴールドランク6種、シルバーランク5種、ブロンズランク5種、シークレット1種                       |
| シャドウサイド                                | 2017年12月9日                                                           | 秘宝1種、ゴールドランク5種、シルバーランク2種、ブロンズランク4種、スペシャル8種、シークレット1種                       |
| 05 〜復活!大秘宝妖怪と歴戦のエンマたち!〜     | 2018年1月20日                                                           | 秘宝5種、レジェンド2種、ゴールドランク5種、シルバーランク4種、ブロンズランク4種、シークレット2種                       |
| 閻魔猫王降臨祭!!                              | 2018年1月21日（10パックBOX・WHF限定） 2018年2月17日（ヨロズマート限定） | 秘宝1種、ゴールドランク7種、シルバーランク2種、ブロンズランク1種、シークレット1種                                      |
| 06 〜クリスタルの伝説に挑め!最強バスターズ!〜 | 2018年2月17日                                                           | 秘宝1種、クリスタルレジェンド1種、レジェンド2種、ゴールドランク11種、シルバーランク4種、スペシャル1種、シークレット2種 |

## ドリームリンクシリーズ
『DX妖怪ウォッチドリーム』のコアユニットをセットし、チャージモードで「アタリ」が出ると専用の妖気（稀に効果の強い「極」妖気）をメダルにチャージできる。
| 名称                       | 発売日                                                | 専用妖気                  | 備考 |
| -------------------------- | ----------------------------------------------------- | ------------------------- | --- |
| DX妖怪ブラスター           | 2016年10月22日                                        | つむじかぜ 極・つむじかぜ | トリガーを引くと風が出る。 『DX妖怪ウォッチドリーム』同梱の『コンプリートセット』も販売。                                                                 |
| DXエンマブレード           | 2016年10月22日                                        | えんま 極・えんま         | 振ると振動センサーが作動し斬撃音が鳴る。 『DX妖怪ウォッチドリーム』『オフィシャルマイクロSDカード 妖怪データチップVer.2』同梱のコンプリートセットも販売。 |
| DX妖怪バズーカ             | 2016年12月28日                                        | ふぶき 極・ふぶき         | 6発のボールを発射できる。 |
| DX覚醒エンマ魔笛（ブレス） | 2017年3月18日（プレミアムバンダイ・ヨロズマート限定） | ゴッド 極・ゴッド         | ドリームリンクした状態で妖怪メダルをセットすると覚醒エンマの台詞が流れる。                                                                                |

## バスターズトレジャーシリーズ
DX妖怪ポッド
2017年7月15日発売。ゲーム『妖怪ウォッチバスターズ2』およびアニメ版ショートシリーズ『妖怪ウォッチ バスターズトレジャー』に登場するランタン型のアイテムを再現。サーチモードで妖気を採取し、ミックスモードで2つの妖気を混ぜ合わせ別の妖気になる（大成功した場合は「トレジャーラッシュ」で妖気を最大10枚チャージ可能。失敗すると消失するが、レアな妖気になることもある）。チャージモードでドリームメダル・ Tメダルに妖気をチャージできる。

### トレジャーギア
妖怪ポッドと連動（トレジャーリンク）させて操作し、クリティカルヒットで妖怪ポッド単体では手に入らない妖気が入手できる。『DX妖怪ヒュードロイド』は単体でも3DSソフト『妖怪ウォッチバスターズ2』に直接転送できる。なお、後述の『DXフドウ雷鳴剣』『DX闇エンマ魔顎』も妖怪ポッドとトレジャーリンクが可能。
| 名称                                              | 発売日         | 専用妖気           | 備考 |
| ------------------------------------------------- | -------------- | ------------------ | --- |
| 01 DX妖怪マグナム&DX妖怪ポッド 冒険スタートキット | 2017年7月15日  | ガンマン           | DX妖怪ポッドとマグナムギアの同梱セット。マグナムギアの単体販売はなし。                                                                                          |
| 02 DX妖怪チェーンソード                           | 2017年8月11日  | けんごう           | 単体で6種類の妖気を入手。 |
| 03 DX妖怪スナイパー                               | 2017年10月21日 | ねらいうち         | 単体で3種類の妖気を入手。 |
| EX DX妖怪ヒュードロイド                           | 2017年12月7日  | ちえ ちから ゆうき | 単体で8種類の妖気を入手。「妖気探索モード」「おしゃべりモード」があり、妖気をゲームに転送すると、ゲーム内のヒュードロイドのパワーアップやボーナスが付加される。 |

### 秘宝妖怪エンブレム＆カセキメダルセット
エンブレムに対応した秘宝妖怪メダルをセットし、妖怪ポッド等に読み込むと、専用の妖気を無制限に入手できる（妖怪ポッドでは特別な召喚音も鳴る）。同梱のカセキメダルをセットすると「おたから」の妖気を入手できる。なお他のTメダルをセットしても「はぐれ妖気」を入手できる場合がある。一部のエンブレムは購入特典や懸賞品として提供された（カセキメダルは無し）。
| 名称                                | 発売日         | 専用妖気              | 備考                                                                                   |
| ----------------------------------- | -------------- | --------------------- | -------------------------------------------------------------------------------------- |
| 01 クレクレパトラ                   | 2017年7月15日  | くれくれ              |                                                                                        |
| 02 ヤマトボケル                     | 2017年8月11日  | ぼける                |                                                                                        |
| 03 エルドラゴーン                   | 2017年9月16日  | エルドラド            |                                                                                        |
| 04 ナルシス2世                      | 2017年10月21日 | ナルシスト            |                                                                                        |
| 05 ザッパドキア                     | 2017年11月25日 | おおざっぱ            |                                                                                        |
| 06 マドモアイゼル                   | 2017年11月25日 | マダム                |                                                                                        |
| 07 ロゼッタストーン                 | 2017年12月7日  | ストーン              |                                                                                        |
| SP アンコールデッド／アーマーテラス | 2017年12月27日 | あまてらす アンコール | 2種セット。ゲーム内で「サックサクストーン∞」が入手できる「秘宝の地図」（QRコード）同梱 |
| 08 ドエスカリバー                   | 2018年1月20日  | ドエス                |                                                                                        |
| 日ノ鳥                              | 非売品         | ひのとり              | 『DX妖怪ポッド』『DX妖怪マグナム＆DX妖怪ポッド 冒険スタートキット』購入特典            |
| レジェンド                          | 非売品         | でんせつ              | 妖怪メダランド懸賞品                                                                   |
| エンマ                              | 非売品         | 神えんま              | 妖怪メダランド懸賞品                                                                   |

秘宝妖怪ファイル ヨーデルセン大秘宝物語
2018年1月20日発売。大秘宝妖怪ヨーデルセンのエンブレム＆カセキメダル、コレクションファイル、発売されたエンブレムを収納できる秘宝妖怪宝箱のセット。ヨーデルセン秘宝妖怪メダルとエンブレムで「だいひほう」の妖気、ファイルからは「きせき」の妖気を無制限に入手できる。

## コレクションファイルシリーズ
妖怪メダルを収納できるバインダー式メダルポケットファイル。各シリーズごとに妖怪メダルの解説が載った情報シートや特典の妖怪メダル等が付属。シリーズの1巻目はバインダーとメダルポケットのセットで、後から発売されるメダルポケットを追加できる。
「妖怪ミステリーファイル」および「妖怪ヌーマガジン」ではDX妖怪ウォッチドリームと連動して妖気入手確率をアップさせる『ドリームリンクシート』付属。
| シリーズ                                                              | 巻                                                  | 発売日         | 備考                                                                     |
| --------------------------------------------------------------------- | --------------------------------------------------- | -------------- | ------------------------------------------------------------------------ |
| 妖怪大辞典                                                            | 第1巻                                               | 2014年1月11日  | バインダー+メダルポケット DX妖怪ウォッチ同梱の『スペシャルセット』も発売 |
| 妖怪大辞典                                                            | 第2巻                                               | 2014年3月22日  | バインダー+メダルポケット                                                |
| 超妖怪大辞典 妖怪ゲラポスティーニ 妖怪ゲラポプラス                    | 創刊号                                              | 2014年8月2日   | バインダー+メダルポケット                                                |
| 超妖怪大辞典 妖怪ゲラポスティーニ 妖怪ゲラポプラス                    | 〜妖怪メダル第3章完全データファイル〜               | 2014年8月2日   |                                                                          |
| 超妖怪大辞典 妖怪ゲラポスティーニ 妖怪ゲラポプラス                    | 〜零の章第2弾徹底解剖データファイル〜               | 2014年9月13日  |                                                                          |
| 超妖怪大辞典 妖怪ゲラポスティーニ 妖怪ゲラポプラス                    | 超妖怪大辞典バインダー                              | 2014年9月13日  |                                                                          |
| 超妖怪大辞典 妖怪ゲラポスティーニ 妖怪ゲラポプラス                    | メダルポケット&シールセット                         | 2014年9月13日  |                                                                          |
| 超妖怪大辞典 妖怪ゲラポスティーニ 妖怪ゲラポプラス                    | 〜第4章完全まるみえデータアファイル〜               | 2014年10月18日 |                                                                          |
| 超妖怪大辞典 妖怪ゲラポスティーニ 妖怪ゲラポプラス                    | 〜復刻!第1章解説データファイル〜                    | 2014年11月22日 |                                                                          |
| 超妖怪大辞典 妖怪ゲラポスティーニ 妖怪ゲラポプラス                    | 〜真打おみごと解説データファイル〜                  | 2015年1月17日  |                                                                          |
| 超妖怪大辞典 妖怪ゲラポスティーニ 妖怪ゲラポプラス                    | 〜第5章まるまるデータファイル〜                     | 2015年4月11日  |                                                                          |
| 超妖怪大辞典 妖怪ゲラポスティーニ 妖怪ゲラポプラス                    | 真っ赤な!超妖怪大辞典まるっとセット                 | 2015年4月11日  | バインダー+メダルポケット                                                |
| 超妖怪大辞典 妖怪ゲラポスティーニ 妖怪ゲラポプラス                    | 真っ青な!超妖怪大辞典まるっとセット                 | 2015年4月11日  | バインダー+メダルポケット                                                |
| 超妖怪大辞典 妖怪ゲラポスティーニ 妖怪ゲラポプラス                    | 〜復刻!第2章解説データファイル〜                    | 2015年5月23日  |                                                                          |
| 妖怪ゲラポスティーニ バスターズ 妖怪ゲラポプラス バスターズ大作戦     | 創刊号 〜第一幕から集めなアカン〜                   | 2015年7月11日  | バインダー+メダルポケット                                                |
| 妖怪ゲラポスティーニ バスターズ 妖怪ゲラポプラス バスターズ大作戦     | 第二幕 〜妖怪メダルでおともイッパイ〜               | 2015年5月23日  |                                                                          |
| 妖怪ゲラポスティーニ バスターズ 妖怪ゲラポプラス バスターズ大作戦     | 第三幕 〜鬼の目にもナミダ〜                         | 2015年8月1日   |                                                                          |
| 妖怪ゲラポスティーニ バスターズ 妖怪ゲラポプラス バスターズ大作戦     | 第四幕 〜キビダンゴよりお月見ダンゴ〜               | 2015年9月12日  |                                                                          |
| 妖怪ゲラポスティーニ バスターズ 妖怪ゲラポプラス バスターズ大作戦     | 第五幕 〜集結!伝説のタロニャントリオ〜              | 2015年12月12日 |                                                                          |
| 妖怪ゲラポスティーニ THEうたの大辞典 妖怪ゲラポプラス THEうたの大辞典 | 1stアルバム『USAピョンロッケンロー』                | 2015年10月17日 | バインダー+メダルポケット                                                |
| 妖怪ゲラポスティーニ THEうたの大辞典 妖怪ゲラポプラス THEうたの大辞典 | 2ndシングル『フユニャンピアノリサイタル』           | 2015年12月12日 |                                                                          |
| 妖怪ゲラポスティーニ THEうたの大辞典 妖怪ゲラポプラス THEうたの大辞典 | 3rdシングル『コマさんラプソディー』                 | 2016年2月20日  |                                                                          |
| 妖怪ゲラポスティーニ THEうたの大辞典 妖怪ゲラポプラス THEうたの大辞典 | 4thシングル『ツイトルズガレージソング』             | 2016年4月23日  |                                                                          |
| 妖怪ゲラポスティーニ 妖怪三国志大辞典                                 | 妖怪ゲラポスティーニ 妖怪三国志大辞典               | 2015年10月17日 |                                                                          |
| 妖怪ミステリーファイル                                                | 01 「しゃくねつ」の事件簿                           | 2016年7月30日  | バインダー+メダルポケット                                                |
| 妖怪ミステリーファイル                                                | 02「つむじかぜ」の事件簿                            | 2016年10月22日 |                                                                          |
| 妖怪ミステリーファイル                                                | 03 「えんま」の事件簿                               | 2016年12月10日 |                                                                          |
| 妖怪ヌーマガジン                                                      | 01 〜「ひかり」の妖気を解き放て〜                   | 2017年1月14日  | バインダー+メダルポケット                                                |
| 妖怪ヌーマガジン                                                      | 02 〜失われた「おうごん」の謎〜                     | 2017年3月25日  |                                                                          |
| 妖怪ヌーマガジン                                                      | 03 〜めざせ!時空神エンマの秘宝!〜                   | 2017年6月24日  |                                                                          |
| 黒い妖怪大辞典 〜次々に妖怪メダルを集める計画の書〜                   | 黒い妖怪大辞典 〜次々に妖怪メダルを集める計画の書〜 | 2017年2月18日  |                                                                          |

妖怪大辞典 10th Anniversary edition
プレミアムバンダイ限定発売（予約受付：2023年1月13日-2月13日）。「DX妖怪ウォッチ 10th Anniversary edition」専用の妖怪メダル16枚と妖怪大辞典型メダル収納ファイル（青色）のセット。

## 妖怪Pad（玩具）
作中でウィスパーが持つ妖怪パッドを模した玩具。銀フレーム〜Zメダルの妖怪メダルと連動して収録アプリで遊ぶ事ができる。『妖怪Pad S』はUSAピョンが持つパッドを模し、収録アプリも一新。SDカードによる更新で新しいメダルにも対応する。いずれも単4乾電池4本使用。
- 妖怪Pad（2015年1月17日発売） - 2015年日本おもちゃ大賞コミュニケーション・トイ部門優秀賞受賞。
- 妖怪Pad S（2016年3月19日発売）

## 妖怪アーク（玩具）
『シャドウサイド』『妖怪ウォッチ!』シリーズおよびゲーム『4』内で『妖怪メダル』に代わる妖怪召喚アイテムである鍵状の石板を再現。表と裏で異なる妖怪の絵柄と妖怪名、妖怪メダルとは異なる分類の種族マークが描かれる。QRコードは無く、内蔵された新規格のNFC（NEO YCチップ）でNintendo Switch本体やスマートフォンとデータの読み書きが可能（旧YCチップとの互換性は無し）。超激レア・U（アルティメット）レアランクはLEDを内蔵し、連動時に光る。DX妖怪アークを除きブラインドパック販売のみ。
| 名称                                | 発売日                                | 内訳                                                           |
| ----------------------------------- | ------------------------------------- | -------------------------------------------------------------- |
| 1st ～ひらけ!第一の扉～             | 2018年7月14日                         | 激レア3種、レア5種、ノーマル6種、シークレット1種               |
| 2nd ～輝け!光の妖怪アーク誕生!!～   | 2018年9月15日                         | 超激レア2種、激レア2種、レア5種、ノーマル5種、シークレット1種  |
| 3rd ～手に入れろ!レジェンド妖怪!～  | 2018年11月17日                        | 超激レア1種、激レア3種、レア3種、ノーマル7種、シークレット2種  |
| 零 ～銀幕の向こう側～               | 2018年12月8日                         | Uレア3種、激レア4種、レア2種、ノーマル3種、シークレット1種     |
| 4th ～未知への扉～                  | 2019年1月19日                         | 超激レア2種、激レア3種、レア3種、ノーマル6種、シークレット2種  |
| 零 ～太陽と月の神～                 | 2019年1月19日（10パックBOX・WHF限定） | Uレア2種、超激レア2種、激レア8種                               |
| 5th ～最強妖怪登場!!～              | 2019年2月23日                         | 超激レア3種、激レア2種、レア3種、ノーマル6種、シークレット2種  |
| K1 ～一発逆転起きろミラクル!～      | 2019年3月30日                         | 超激レア1種、激レア5種、レア6種、ノーマル8種、シークレット1種  |
| K2 ～極妖怪参戦!～                  | 2019年5月25日                         | 超激レア2種、激レア5種、レア7種、ノーマル6種、シークレット1種  |
| K3 ～シャドウサイド妖怪再び!～      | 2019年6月29日                         | 超激レア3種、激レア4種、レア8種、ノーマル5種、シークレット2種  |
| K SP ～極めよ!シャドウサイド!～     | 2019年6月29日（10パックBOX・WHF限定） | 超激レア1種、激レア7種、レア1種、ノーマル1種                   |
| K4 ～お宝いっぱい!集まれ宝玉妖怪!～ | 2019年7月27日                         | 超激レア3種、激レア2種、レア10種、ノーマル5種、シークレット2種 |
| K5 ～挑め!最後の宝玉七将!～         | 2019年9月14日                         | 超激レア3種、激レア2種、レア9種、ノーマル6種、シークレット1種  |
| K6 ～救え!絶滅危惧妖怪!～           | 2019年10月12日                        | 超激レア2種、激レア5種、レア10種、ノーマル3種、シークレット1種 |
| K7 ～降臨!妖魔界の大王!～           | 2019年11月23日                        | 超激レア4種、激レア7種、レア5種、ノーマル6種、シークレット1種  |
| SP シャドウサイド究極セレクション   | 2019年12月7日                         | 超激レア5種、激レア8種、レア7種、ノーマル3種、シークレット2種  |

| 名称                             | 発売日                   | 内訳 |
| -------------------------------- | ------------------------ | --- |
| 01 妖魔一武道会 極オロチ         | 2019年5月18日            | 極オロチ、極ふぶき姫（極カラー）                                                                            |
| 02 妖魔一武道会 輪廻             | 2019年7月13日            | 輪廻、極なまはげ（極カラー）                                                                                |
| EX 宝玉七将SPセット              | 2019年8月3日             | DX妖怪アーク(ブラックダイヤニャン、ルビーしゅらコマ）、宝玉アークホルダー、ボールチェーン、宝玉クリアカバー |
| EX 宝玉七将 ルビーしゅらコマ     | 2019年9月14日            | 宝玉七将SPセットに付属するルビーしゅらコマと同一                                                            |
| EX 宝玉七将 ブラックダイヤニャン | 2019年9月14日            | 宝玉七将SPセットに付属するブラックダイヤニャンと同一                                                        |
| 03 妖魔一武道会 邪神カチカチ     | 2019年9月14日            | 邪神カチカチ（2モード変形アーク）、ぷに神                                                                   |
| 04 妖魔一武道会 エンマ大王       | 2019年11月23日           | エンマ大王（2モード変形アーク）、ぬらりひょん                                                               |
| 05 賢神アマテラス&月神ツクヨミ   | 2019年12月7日            | 賢神アマテラス、月神ツクヨミ                                                                                |
| 覚醒エンマ                       | 2020年1月19日（WHF限定） | 覚醒エンマ（2モード変形アーク）※形状はエンマ大王と色違い                                                    |

DX妖怪アークホルダー
2018年7月14日発売。ボールチェーンで妖怪アークをキーホルダーのように収納できる。
DX妖怪アークホルダー ver.K
2019年3月30日発売。中央部のデザインと付属アークを変更、ミニ辞典を追加。

## 妖聖剣シリーズ
妖怪ウォッチオーガと連動し、剣武魔神召喚の音声が出る。NEO YCチップ内蔵。
2019年5月25日にパッケージを一新し「妖聖剣シリーズEX」として再販。
| 名称                                                     | 発売日        | 備考                                                          |
| -------------------------------------------------------- | ------------- | ------------------------------------------------------------- |
| 01 DXフドウ雷鳴剣 妖聖剣Ver.不動明王・天＆妖聖剣ホルダー | 2018年8月25日 | ホルダーに5本の妖聖剣を収納可能                               |
| 02 DXスザク蒼天斬 妖聖剣&妖怪アークセット                | 2018年8月25日 |                                                               |
| 03 DXゲンブ法典斧 妖聖剣＆妖怪アークセット               | 2018年11月3日 | 剣と斧に変形                                                  |
| 04 DXアシュラ豪炎丸 妖聖剣＆妖怪アークセット             | 2018年12月8日 |                                                               |
| 05 DXビャッコ大霊槍 妖聖剣＆妖怪アークセット             | 2019年2月23日 | 剣と槍に変形                                                  |
| EX DXフドウ雷鳴剣 妖聖剣Ver.不動明王・天＆妖聖剣ホルダー | 2019年5月25日 | 内容は01と同一                                                |
| EX DXスザク蒼天斬 妖聖剣&DXゲンブ法典斧 妖聖剣           | 2019年5月25日 | 妖聖剣2本セット                                               |
| EX DXアシュラ豪炎丸 妖聖剣&DXビャッコ大霊槍 妖聖剣       | 2019年5月25日 | 妖聖剣2本セット                                               |
| EX DXエンマブレード 妖聖剣＆DXカイラ蛇王剣 妖聖剣        | 2019年7月27日 | 妖聖剣2本セット                                               |
| EX DXフドウ雷鳴剣妖聖剣 ver.不動明王・界 ＆ 妖怪Yメダル  | 2019年12月7日 | 不動明王・界妖聖剣、妖怪Yメダル（フドウ雷鳴剣アイテムメダル） |

## 妖怪Yメダル（玩具）
『妖怪学園Y』シリーズに登場するアイテムであるメダルを再現。メダルの役割（DX・変身・ミステリアル・コマンド・アイテム・召喚）によって色分けされており、レア度の数字（★1〜6）を表記。妖怪アーク同様にNEO YCチップ内蔵。DX妖怪Yメダルを除きブラインドパック販売のみ。
| 名称                                  | 発売日        | 内訳                                                               |
| ------------------------------------- | ------------- | ------------------------------------------------------------------ |
| YSP01 ニューヒーローズ!               | 2019年12月7日 | Uレア1種、超激レア3種、激レア3種、レア4種、ノーマル3種             |
| YSP02 英傑超乱舞!                     | 2020年1月11日 | Uレア1種、超激レア3種、激レア6種、レア4種、ノーマル5種             |
| YSP03 ワイルドファイト!               | 2020年2月22日 | Uレア1種、超激レア4種、激レア4種、レア7種、ノーマル3種             |
| YSP04 宇宙からの侵略者                | 2020年4月25日 | Uレア1種、超激レア4種、激レア7種、レア5種、ノーマル3種             |
| YSP05 青き刻の魔導士!                 | 2020年6月13日 | Uレア2種、超激レア3種、激レア10種、レア2種、ノーマル4種            |
| YSP06 オーバードライブ!               | 2020年7月25日 | Uレア2種、超激レア3種、激レア9種、レア3種、ノーマル4種             |
| YSPEX01 ゲームとワイワイ超連動!       | 2020年8月1日  | EXレア1種、Uレア1種、超激レア2種、激レア2種、レア11種、ノーマル3種 |
| YSP07 アルティメットレボリューション! | 2020年9月19日 | EXレア1種、Uレア2種、超激レア5種、激レア6種、レア5種、ノーマル3種  |
| YSPEX02 も～っとワイワイ超連動!       | 2020年11月7日 | EXレア1種、Uレア1種、超激レア4種、激レア1種、レア8種、ノーマル5種  |
| YSP08 オールスターヒーローズ!         | 2021年1月23日 | EXレア4種、Uレア2種、超激レア6種、激レア5種、レア3種、ノーマル2種  |

| 名称                 | 発売日         | 内訳                                                                         |
| -------------------- | -------------- | ---------------------------------------------------------------------------- |
| 魔神メダルセット     | 2020年12月26日 | フドウライザー、スサノブレイダスの妖怪Yメダル（変身・DX・コマンド）5枚セット |
| イニシエメダルセット | 2021年1月23日  | イニシエ妖怪HEROの妖怪Yメダル（変身）5枚セット                               |

### 妖怪Yメダルファイル
Yメダル収納用のコレクションファイル。
| シリーズ                       | 発売日        | 備考     |
| ------------------------------ | ------------- | -------- |
| 剣豪紅丸                       | 2019年12月7日 | 24枚収納 |
| 英傑変化                       | 2020年1月11日 | 36枚収納 |
| ワイルドボーイ＆ミストシャドウ | 2020年4月25日 | 36枚収納 |

## 妖怪メダル♪／妖怪Sメダル（玩具）
『妖怪ウォッチ♪』シリーズに登場するアイテムであるメダルを再現。「妖怪メダル♪」は新規デザインのメダル8枚セット（内訳は固定）。玩具専用で各種ゲームとは連動しない。「妖怪Sメダル」は旧妖怪メダルを踏襲した復刻+一部新規デザインのブラインドパック。玩具『零式タイプS』専用。また2022年12月よりの新版『妖怪メダランド』に、裏面のQRコードをスマートフォンから登録して名乗り音声を含む召喚音が聞けた他、ポイントを貯めてレジェンドメダルやアニバーサリーメダルの抽選に応募できた。
『零式タイプS』対応の妖怪メダル♪と妖怪Sメダルは、これまで種族マークのあった箇所が共通で「♪」マークになっており、新規に黒色の「妖怪ゲームメダル」を含む。
新版『妖怪メダランド』は2024年4月30日をもってポイント登録受付を終了、同年7月31日をもってサービス終了。同サイト内の「妖怪大辞典」は妖怪ウォッチおもちゃウェブに統合され、全妖怪メダル外観のみ閲覧可能となった。
| 名称                                | 発売日                   | 内訳 |
| DX妖怪ウォッチ ♪ver.対応            | DX妖怪ウォッチ ♪ver.対応 | DX妖怪ウォッチ ♪ver.対応                                                                                     |
| ----------------------------------- | ------------------------ | --- |
| セット01 ともだち妖怪大集合!        | 2021年9月25日            | コマさん、コマじろう、メラメライオン、オロチ、キュウビ、ロボニャンF型、じんめん犬、ざしきわらし              |
| セット02 妖魔界からこんにちは!      | 2021年9月25日            | エンマ大王、酒呑童子、グレるりん、ふぶき姫、大ガマ、土蜘蛛、ひも爺、モモタロニャン                           |
| セット03 あらメデタイ!人気妖怪参戦! | 2022年3月19日            | フユニャン、河童、えんらえんら、ドンヨリーヌ、ホノボーノ、ヤミキュウビ、ヒカリオロチ、メデタイ（ジバニャン） |
| DX妖怪ウォッチ 零式タイプS対応      |                          | |
| ツワモノレアモノ!人気者!            | 2022年10月22日           | ジバニャンはやくちことば、グレるりん、オロチ、万尾獅子、から傘お化け、ぬえ、ノガッパ、ゴルニャン             |
| 和気あいあい!団らんらん!            | 2022年10月22日           | コマさんあっちむいてホイ、コマみ、ふぶき姫、デバミ、キュウビ、なまはげ、ろくろ首、破怪                       |

| 名称                             | 発売日         | 内訳                             |
| -------------------------------- | -------------- | -------------------------------- |
| おかえり妖怪ワールドへ           | 2022年12月27日 | Sレア2種、レア10種、ノーマル16種 |
| 妖怪一同、おもてなしいたします。 | 2023年3月18日  | Sレア2種、レア9種、ノーマル17種  |
| 燃えろ!炎の妖怪合戦!             | 2023年7月15日  | Sレア2種、レア9種、ノーマル17種  |

妖怪レジェンドメダル クリスタルカラーエディション
プレミアムバンダイ限定発売（予約受付：2022年10月14日-11月25日）。『月刊コロコロコミック』漫画連載10周年記念として、初期「レジェンドメダル」のクリスタルカラー版を復刻した8枚セット。小西紀行描き下ろしの収納ファイル付属。初代の『DX妖怪ウォッチ』『DX妖怪ウォッチ 零式』および『DX妖怪ウォッチ 零式タイプS』に対応。また妖怪Sメダル同様にQRコードから『妖怪メダランド』に登録できた。

## その他 DXシリーズ
DXフドウ雷鳴剣
2017年12月9日発売。『映画 妖怪ウォッチ シャドウサイド 鬼王の復活』『妖怪ウォッチ シャドウサイド』に登場する武器を再現。トリガーを短く押すことで斬撃音が鳴り、長押しでエネルギーチャージモードになり、トリガーで必殺技音声が鳴る。前述のDX妖怪ウォッチオーガ及びDX妖怪ポッドとも連携し、妖怪ポッドとの連携で「シャドウ」の妖気が入手できる。
DX闇エンマ魔顎(アギト)
2017年12月27日発売。『映画 妖怪ウォッチ シャドウサイド 鬼王の復活』に登場する闇エンマの武器を再現。単体・付属のエンマブレード妖聖剣と蛇王剣妖聖剣を片方もしくは両方刺した状態でそれぞれ出る音が異なり、ボタンを押すことでエネルギーチャージ、必殺技発動音声が鳴る。妖聖剣はDX妖怪ウォッチオーガと、本体はDX妖怪ポッドとそれぞれ連携し、妖怪ポッドとの連携で「神えんま」の妖気が入手出来る。
DX炎魔棍
2018年11月23日発売。『映画 妖怪ウォッチ FOREVER FRIENDS』に登場する夜叉エンマの武器を再現。付属の龍燈妖怪アークを左右いずれかに回すことで、炎と氷の2つの龍の音が鳴る。トリガーを短く引くと攻撃、長く引くと必殺技発動音、短く押すと3つの攻撃音が鳴る。付属の龍燈妖怪アークはDX妖怪ウォッチエルダでも使えるが、バージョンをVer.2以上にする必要がある。

## くじガシャポン

### 妖怪おみくじ神社
『妖怪ウォッチ 妖怪おみくじ神社』は、ガシャポン商品の新ジャンル『くじガシャポン!』第1弾として2014年1月から2016年4月まで稼働した店舗什器。妖怪メダル1枚を「おさい銭」としてエントリー（メダル裏面のQRコードを専用スキャナーで読み込む）する事で1回、おみくじバトルを無料で遊ぶことができる。
エントリーとは別にバトルには3枚までメダルの使用が可能。各メダルにはこのゲーム独自の「妖力」が設定され、妖力の高いメダルほどバトル勝利の確率が高くなる。ガシャポン公式サイトには各妖怪メダルの妖力一覧が掲載。
バトル勝利後にルーレットで大吉（大当たり）が出ると、筐体左下の景品ガシャポンのロックが外れ、ハンドルを回して景品の妖怪メダル（大吉メダル、鬼吉メダル、うた吉メダル）を入手することができる。また、筐体設置のDX妖怪ウォッチで召喚した妖怪のステータスや妖力を閲覧できる「妖怪SHOW-KAN」モードもある。
2014年7月より『妖怪メダル零』『DX妖怪ウォッチ タイプ零式』の発売に合わせて第2弾『妖怪おみくじ神社零』にリニューアルされた。おみくじバトルのルール変更はなし。
2015年7月より『妖怪メダルバスターズ』『DX妖怪ウォッチU プロトタイプ』の発売に合わせて第3弾『妖怪おみくじ神社バスターズ』にリニューアル、ルールが大幅に変更された。当初は「妖怪鬼ごっこ」として敵に追いつかれないように鬼玉を集めつつゴールを目指すもので、逃げきると大量の鬼玉をゲットでき、追いつかれるとバトルになる。10月のアップデートより「ガシャポンビクトリーチャージ」が追加。ガシャポン商品の妖怪メダル（QRコード下の数字の頭が「V」とつくもの）をエントリーに使用すると、バトル後の抽選画面で鬼吉のマスが1つ増える。
2016年4月の最終アップデートで後継の『妖怪ドリームルーレット』と同じ3VS3のバトルになった。さらに「特吉」として次回同じ什器にて利用時にバトルが有利になる「とりつきアイテム」などを妖怪メダルに記録できるほか、エントリーするメダルの数が1〜3枚の間でスキャンできるようになった。
いずれも抽選ゲームでハズレが続いた場合は「ツチノコ」（無印&零）、「鬼玉大判振る舞い」、「ジャックポット」（バスターズ）の発生率が上昇し、一度発生すると大当たり確率が大幅にアップする。抽選ゲームの後に発生率アップの画面が出ると、タイトルの右上に現在の発生率が表示される。最終アップデート版の『妖怪おみくじ神社バスターズ』では常時ジャックポットの発生率が表示された。
妖怪メダル専門WEBサイト『妖怪メダランド』でも2016年6月末まで、結果によってポイントが貯められるおみくじバトルを実施していた。
景品メダル（無印）
- 2014年1月 - 大吉メダル 全8種
- 2014年4月 - 大吉メダル 全12種

景品メダル（零）
- 2014年7月 - 大吉メダル 全8種
- 2015年10月 - 大吉メダル 全10種
- 2015年1月 - 大吉メダル 全12種
- 2015年4月 - 大吉メダル 全13種

景品メダル（バスターズ）
- 2015年7月 - 鬼吉メダル 全8種
- 2015年10月 - 鬼吉メダル 全8種、うた吉メダル 全2種
- 2016年1月 - 鬼吉メダル 全10種、うた吉メダル 全2種
- 2016年4月 - 鬼吉メダル 全14種、うた吉メダル 全2種

### 妖怪ドリームルーレット
『妖怪ウォッチ 妖怪ドリームルーレット』は、2016年7月より『くじガシャポン!』シリーズの第4弾として『妖怪おみくじ神社バスターズ』から切替導入された後継店舗什器。
『妖怪メダルドリーム』『DX妖怪ウォッチドリーム』の発売に合わせて仕様を変更し、什器本体に新たにドリームメダル専用スキャナー（NFCリーダー・ライター）を搭載。最大3枚までドリームメダルをセットする事で「ドリームベット」として3000ポイント加算でき、ラッキー種族やドリームメダルに妖気がチャージされていると、さらにポイントがアップする。ドリームベットはメダル1枚につき1日1回のみ使用可。
エントリーするメダルの数は1-3枚の間でスキャンでき、枚数に応じてバトルスロットのリールが最大5つに増加する。さらに、エントリーに新しい妖怪メダルを使うと、バトルスロットのグレードがゴールド→ダイヤモンド→レインボーの順にアップし、クリティカルやコンボ発生率もアップする。
11月下旬のアップデートより、エントリーに使うメダルによって2つのコースに分かれる。新しい妖怪メダル3枚でエントリーしたときは「レジェンドコース」、それ以外は「鬼コース」になる。さらに、玩具とのドリームリンクでチャージできる妖気を解放したときは、妖気に応じた特別なボスが登場し、勝利すると勝利ボーナスとして大当たりのマスが1つ追加される。バトルは前作の最終アップデート版『妖怪おみくじ神社バスターズ』のルールを流用。
バトル後のルーレット演出はゲーム『3』および妖怪ウォッチドリームの「ドリームルーレット」を模したもので、中当たり（赤）のマスに止まると妖怪ドリームメダルに妖気をチャージでき、大当たり（黄色）のマスに止まると筐体左下の景品ガシャポンのロックが外れ、ハンドルを回すことができる。なお、大当たりのマスはバトルで獲得できるコインは10000枚につき1マス、ドリームベットでは3000ポイントにつき1マス追加される。9月のアップデートより「ガシャポンビクトリーチャージ」が復活した。中当たりは「すなあらし」または「極・すなあらし」の妖気を、9月のアップデートからは前記の2つに加え、「だいきち」または「極・だいきち」の妖気をチャージできる。11月下旬のアップデートより、レジェンドコース経由でのルーレットは「大当たり」または「中当たり」のいずれかになる。
また、中当たりやハズレが続いた場合は「スペシャルゴールデンフィーバータイム」の発生率が上昇し、一度発生するとバトル画面がフィーバー仕様になり、大当たり確率が大幅にアップする。ただし、11月下旬のアップデートより追加された鬼コースでは発生しない。
おみくじ神社シリーズにあった「妖怪SHOW-KAN」モードは仕様変更に伴い廃止された。
景品メダル
- 2016年7月 - メリケンレジェンドメダル 全1種（ラストブシニャン）、福吉メダル 全4種（弁財天、大黒天、毘沙門天、恵比寿）
- 2016年8月 - メリケンレジェンドメダル 全2種（ラストブシニャン、プラチナ鬼）、福吉メダル 全4種（弁財天、大黒天、毘沙門天、恵比寿）
- 2016年10月 - メリケンレジェンドメダル 全2種（キラコマ、ブルジョワG）、福吉メダル 全4種（弁財天、大黒天、毘沙門天、恵比寿）
- 2017年1月 - ミステリーレジェンドメダル 全2種（ニャステト、パンドラ）、メリケンレジェンドメダル 全2種（スピーチ姫、トリベア）、福吉メダル 全3種（布袋尊、寿老人、福禄寿）
- 2017年1月-2月 - お宝大吉メダル 全1種（次世代ワールドホビーフェア '17 Winter 限定）
- 2017年4月 - ミステリーレジェンドメダル 全2種（ゴーキングデッド、リアクション大王）、メリケンレジェンドメダル 全2種（ジェントル面犬、自慢ハッタン）、福吉メダル 全3種（布袋尊、寿老人、福禄寿）

### 妖怪とれとれトレジャー
『妖怪ウォッチ 妖怪とれとれトレジャー』は、2017年7月15日より『くじガシャポン!』シリーズの第5弾として『妖怪ドリームルーレット』から切替導入された後継店舗什器。妖怪メダルによる『くじガシャポン!』最終シリーズ。今作からドリームメダルとトレジャーメダル以外はエントリーに使用できなくなったため、ドリーム以前のメダルをエントリー以外でスキャンする需要がほぼゼロになった。
『妖怪ウォッチバスターズT』で登場する『妖怪ウォッチゴールデントレジャー』『トレジャーメダル』にあわせて仕様を変更し、什器本体下の景品ガシャポンが「トレジャーレジェンドメダル」の入った「大当たり」と「トレジャー大吉メダル」の入った「大吉」の2種類となった。
エントリーメダルはトレジャーメダルとドリームメダルのみになり、什器本体の専用スキャナー（NFCリーダー・ライター）に登録する事で1回遊ぶことができる。本作より「攻略メダル」として対象のメダルをエントリーに使うと、大当たり確率が2倍になる「天国コース」でプレイできる。なお、ドリームメダルでエントリーした時は大当たりは発生しない（一部を除く）。
操作はボタン連打でマップ上に配置された金貨を集め、ゴール地点の黄金ガシャに到達することが目的。追跡するガーディアンにつかまるとダメージを受け画面上の妖力（ライフ）が減り、なくなるとゲームオーバーとなる。
黄金ガシャポンにたどり着ければ抽選ルーレットがスタートし、中当たりが出るとトレジャーメダルまたはドリームメダルに妖気をチャージできる。妖気は1種類または3種類の妖気チャージ、1種類の妖気を時間内に何枚でもチャージできる「チャージし放題」がある。大当たりが出ると無料で左下の大当たりガシャポンを回すことができる。
ダンジョンを探検する妖怪として使うメダルは全種類（3枚まで）使え、宝箱に記された特定の妖気を持つトレジャーメダルやドリームメダルを使うと、様々なアイテムや妖力ボーナスを入手し、攻略を有利に進められる。妖力ボーナスは通常妖気は+500、極妖気は+600、秘宝妖怪の妖気は+1000。
また、ゲームの結果に関わらず終了後に「大吉ゲットチャンス」の抽選があり、当選すると有料でトレジャー大吉メダルを1枚購入できる。さらに「だいきち」または「極・だいきち」の妖気をトレジャーメダルかドリームメダルのいずれかにチャージできる。
12月中旬にアップデートされた第4弾では、妖怪メダルトレジャーGP04の「福吉」とトレジャー大吉メダル02を対象に大当たりが出やすくなる「大吉エントリーボーナス」が発生する。
2018年2月上旬にアップデートされた第5弾では新たに「神当たり」が追加。神当たりは「神の山コース」をゴールした後の抽選ルーレットで発生し、「神」で止まると、大当たりと大吉のガシャポン両方を回すことができる。妖怪メダルトレジャーGP05の「神吉」をエントリーに使用すると、その分神当たりの確率もアップする。
景品メダル
- 2017年7月 - トレジャーレジェンドメダル01 全4種（マジンカーメン、山吹鬼、ブシニャン、リアクション大王）、トレジャー大吉メダル01 全8種（トレ吉、大吉、メリ吉、雷吉、ヒロ吉（スシ）、メシ吉、謎吉、熱吉）
- 2017年9月中旬 - トレジャーレジェンドメダル02 全4種（難陀竜王、自慢ハッタン、花さか爺、イケメン犬）
- 2017年11月上旬 - トレジャーレジェンドメダル03 全3種（ゴーキングデッド、ネタバレリーナ、うんちく魔）、トレジャー大吉メダル02 全12種（王吉、トレ吉II、B吉、古吉、闇吉、ヒロ吉（テンプラ）、モテ吉、ボス吉、武者吉、姫吉、鬼吉、光吉）
- 2017年12月中旬 - トレジャーレジェンドメダル04 全3種（しゅらコマ、パンドラ、ばたんQ）
- 2018年2月上旬 - トレジャーレジェンドメダル05 全3種（やまタン、トリベア、ブルジョワG）、トレジャー大吉メダル03 全6種（トレ吉III、B吉II、トランプ吉、ヒロ吉（スキヤキ）、宝吉、犬吉）